# لوئیس گیبنس
لوئیس گیبنس (انگلیسی: Lewis Gibbens؛ زادهٔ ۱۲ نوامبر ۱۹۹۹) بازیکن فوتبال است.
از باشگاه‌هایی که در آن بازی کرده‌است می‌توان به باشگاه فوتبال منزفیلد تاون اشاره کرد.